# Louis Petitot
Pour les articles homonymes, voir Petitot.
Louis Messidor Lebon Petitot dit Louis Petitot, né à Paris le 22 juin 1794 où il est mort dans le 5e arrondissement le 1er juin 1862, est un sculpteur français.

## Biographie
Louis Petitot est né à Paris le 22 juin 1794. Il est le fils du sculpteur Pierre Petitot (1760-1840).
Dirigé de bonne heure vers l'étude des arts par son père, il est d'abord l'élève de François Delaistre puis de Pierre Cartellier. Bien que membre de l'Institut (classe des beaux-arts) depuis 1810, Cartellier n'a pas encore été nommé professeur à l'École des beaux-arts. Lorsqu'il le sera en 1815, Louis Petitot séjourne déjà à Rome depuis le début de cette même année.
Admis à l'École des beaux-arts de Paris en 1812, Petitot fils obtient le premier grand prix de Rome en 1814 avec Achille blessé à mort retire la flèche de sa blessure et devient pensionnaire de l'Académie de France à Rome de 1815 à 1819. Il obtient une médaille d'or de première classe en 1819 pour la statue d’Ulysse chez Alcinoüs, roi des Phéaciens, transféré en 1824 au château de Fontainebleau
Vers 1829, il achève en collaboration avec Jean-Baptiste Roman les figures et bas-reliefs en marbre exécutés d'après les dessins de l'architecte Auguste Caristie pour le mausolée des victimes de Quiberon, dit aussi monument de Quiberon. Ce mausolée, qui donne accès au caveau funéraire contenant les ossements, se trouve dans une chapelle sépulcrale construite à cette fin par Caristie dans l'enclos de l'ancienne Chartreuse d'Auray à Brec'h, aujourd'hui domaine privé.
Vers 1830, il devient le gendre de son ancien professeur Pierre Cartellier en épousant sa fille Julie-Angélique (1795-1842). À la mort en 1831 de Cartellier, il hérite de la maison et de l'atelier de ce dernier; rue de l'Est, no 7 (voir : boulevard Saint-Michel no 115).
Membre de l'Académie des beaux-arts en 1835, à la section sculpture, en remplacement de Jean-Baptiste Roman, il devient professeur à l'École des beaux-arts de Paris en 1845.
Chevalier de la Légion d'honneur depuis 1828, il est promu officier du même ordre en août 1850.
Louis Petitot meurt le 1er juin 1862 à Paris ; il est inhumé au cimetière du Montparnasse.
Le peintre et sculpteur Étienne Montagny (1816-1895) signe et expose au salon de 1866 le Portrait en buste de Louis Petitot, en marbre, le représentant en costume de ville et drapé d'un manteau recouvrant la poitrine. L'œuvre est inventoriée dans le vestibule de la grande salle des séances du palais de l'Institut en 1879.

## Œuvre

### Salons
- Salon de 1819
  - Ulysse chez Alcinoüs, roi des Phéaciens, marbre
  - Un jeune chasseur, blessé à la jambe par un serpent, porte la main à sa blessure
- Salon de 1822
  - Saint Jean Évangéliste, statue en plâtre, commande du préfet de la Seine pour l'église de Saint-Sulpice ;
  - Claude de Forbin, chef d'escadre (1656-1733), buste en marbre (maison du roi).
- Salon de 1824
  - Apollon recevant l'hommage des Beaux-Arts, bas-relief, (maison du roi) et Minerve présidant aux récompenses accordées aux Arts, bas-relief (maison du roi), destinés à orner le palier du grand escalier du Musée ;
  - Le Martyre de saint Maurice, statue en plâtre, commande du préfet de la Seine pour l'église de Saint-Sulpice ;
  - Jeune chasseur blessé par un serpent, étude en plâtre[6].
- Salon de 1827
  - Louis XIV, statue colossale en bronze, commande de la ville de Caen pour la place Royale ;
  - Jeune chasseur blessé par un serpent, statue en marbre commandée par la maison du roi, signalée dans les galeries du musée du Luxembourg en 1838[7] et en 1850[8] ;
  - La Capitulation du général Ballesteros, à Campillo en Espagne, bas-relief en plâtre dont l'exécution en marbre, commandée par la maison du roi Charles X, était destinée à orner l'arc de triomphe du Carrousel.
- Salon de 1831
  - L'Abondance, statue allégorique, esquisse dont le marbre commandé par le préfet de le Seine pour l'un des quatre piédestaux extérieurs de la Bourse, à Paris, ne sera pas exécuté par suite des événements de 1830 ;
  - Fille de Niobé mourante, étude pour un bas-relief ;
  - Guerrier défendant l'autel de la patrie, étude en plâtre ; allégorie de la révolution de juillet.
- Salon de 1833
  - no 2306 : Invocation à la Vierge, étude en plâtre[9] d'après laquelle sera exécuté le marbre exposé en 1847 sous le titre Un pauvre pèlerin calabrais et son fils, accablés de fatigue, se recommandent à la Vierge ;
  - no 2307 : Médaillon en plâtre de feu C..., statuaire[9].
- Salon de 1836
  - Louis XIV, statue équestre (hauteur 1,34 m), modèle en bronze de la statue monumentale ultérieurement placée à Versailles.
- Salon de 1839
  - no 2246 : Buste de Charles Percier, pour l'Institut, marbre[10], 70 × 60 cm, signé à gauche PETITOT fecit, 1839, rédingote boutonnée, à grand collet droit ; œuvre inventoriée dans le vestibule de la grande salle des séances de l'Institut en 1879[5],[11] ;
  - no 2247 : Buste de Pierre Cartellier[12], pour l'Institut, marbre[10], 58 × 34 cm, signé à droite PETITOT, 1839, sur la face gauche, des instruments de statuaire, sur la droite, un parchemin roulé et un portecrayon ; don de l'artiste (au nom de la famille Cartellier) à l'Institut[13] où l'œuvre est inventoriée dans la salle de l'académie des Sciences en 1879[5].
- Salon de 1841
  - no 2001 : Buste de feu T. B. Eméric-David, membre de l'Institut, marbre[14] ;
  - no 2002 : Buste de feu le comte de Montlosier, marbre, pour l'académie des sciences, arts et belles-lettres de Clermont-Ferrand[14] ;
  - no 2003 : Buste de feu Mme C..., marbre[14].
- Salon de 1847
  - no 2140 : Un pauvre pèlerin calabrais et son fils, accablés de fatigue, se recommandent à la Vierge, groupe en marbre[15] exécuté d'après le modèle en plâtre (salon de 1833), commandé par la liste civile et placé dans le Musée du Luxembourg.

### Œuvres dans l'espace public
- Caen
  - place Saint-Sauveur : Statue de Louis XIV, 1828, en bronze, érigé à l'origine place Royale[16],  Inscrit MH (2006)[17] ;
  - place Monseigneur-des-Hameaux : bas-reliefs de l'obélisque au duc de Berry (fondus en 1942).
- Fontainebleau, château de Fontainebleau : Ulysse chez Alcinoüs, roi des Phéaciens, 1819, statue en marbre.
- Paris :
  - cimetière du Père-Lachaise : 
    - Pierre Cartellier, buste en médaillon en marbre, et L'Amitié, 1831, figure allégorique en haut relief, marbre, pour le Monument funéraire de Cartellier-Heim, œuvre réalisée en collaboration avec Henri Lemaire, Bernard Seurre et François Rude ;
    - Pleureurs, bas-relief en marbre ornant la stèle funéraire de Charlotte Cartellier-Heim (1806-1825), fille de Pierre Cartellier, épouse du peintre François-Joseph Heim et belle-sœur de Louis Petitot[18].

  - place de la Concorde, angle sud-est, du côté du quai des Tuileries ; La Ville de Lyon et La Ville de Marseille, 1836, statues en pierre  Classé MH (1937)[19].
  - pont du Carrousel ; L'Industrie, L'Abondance, La Ville de Paris et La Seine, 1846, quatre groupes allégoriques en pierre.
- Versailles, château de Versailles : Louis XIV, 1817, d'après le modèle de Pierre Cartellier, statue équestre en bronze, œuvre achevée par Louis Petitot qui réalisa le roi ; seul le cheval était fondu à la mort de Cartellier, cour d'honneur.

Œuvres de Louis Petitot dans l'espace public
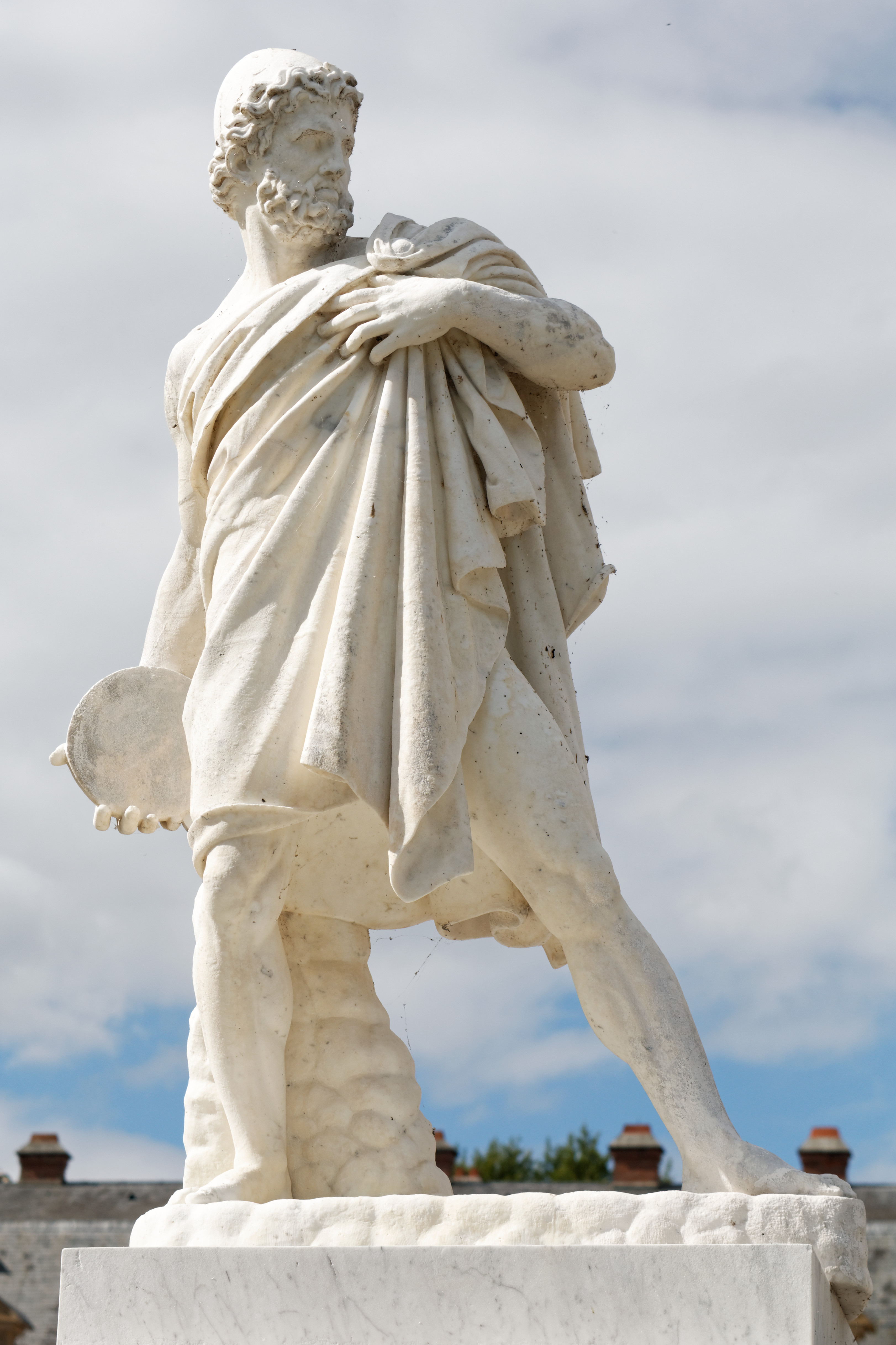
Ulysse chez Alcinoüs, roi des Phéaciens (1819), château de Fontainebleau.
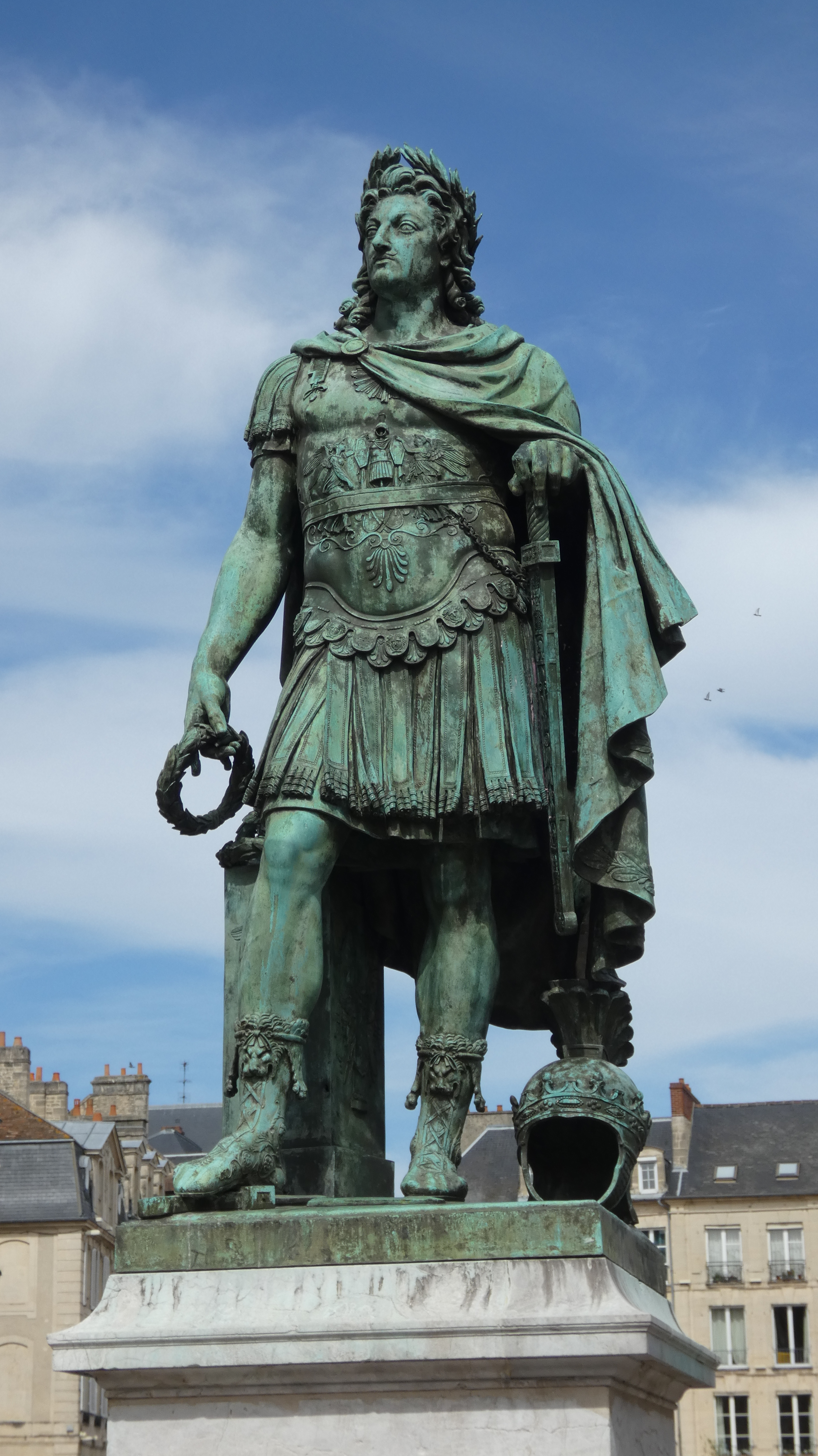
Statue de Louis XIV (1828), Caen, place Saint-Sauveur.
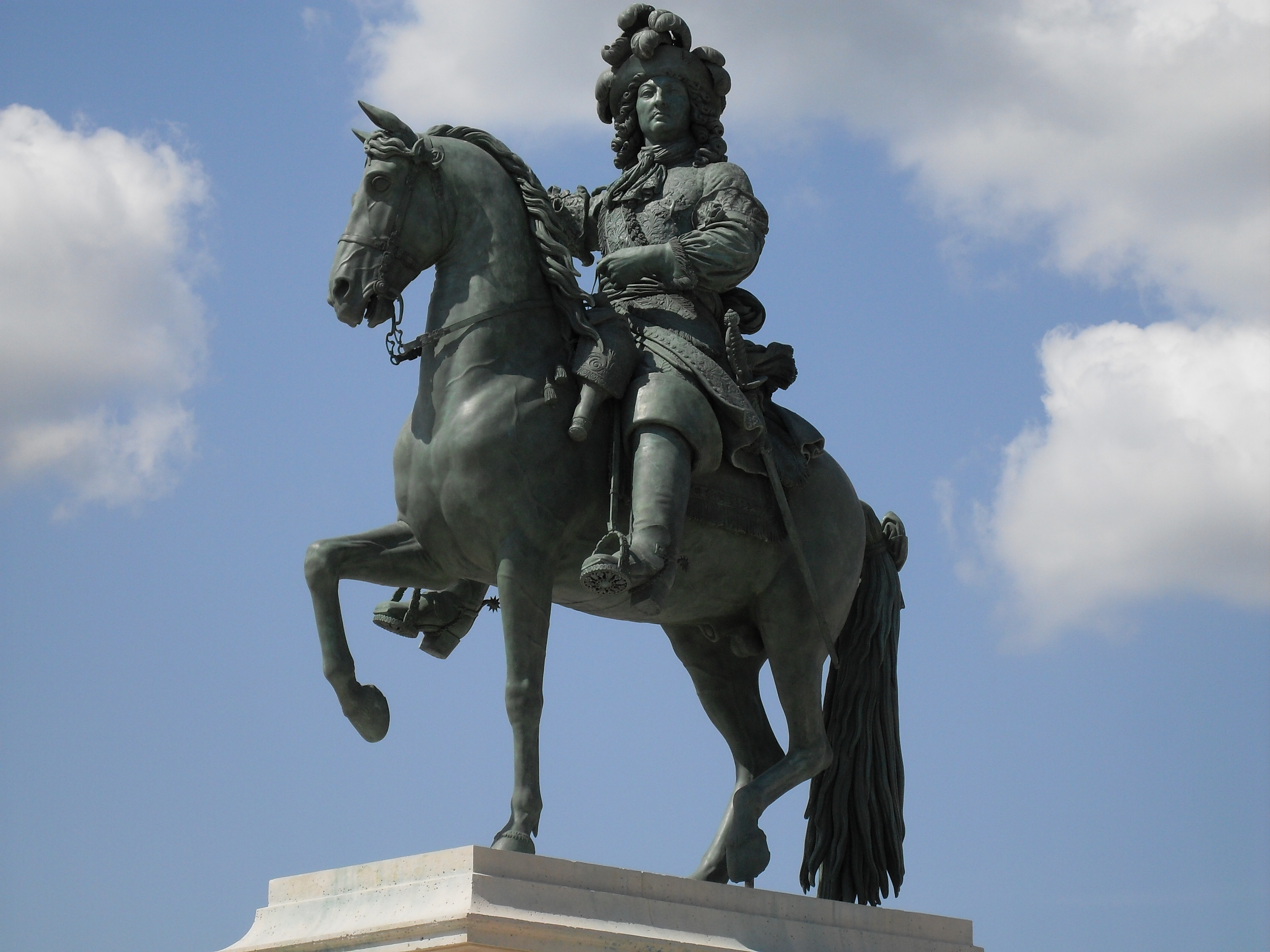
Statue équestre de Louis XIV (1817), château de Versailles, cour d'honneur.
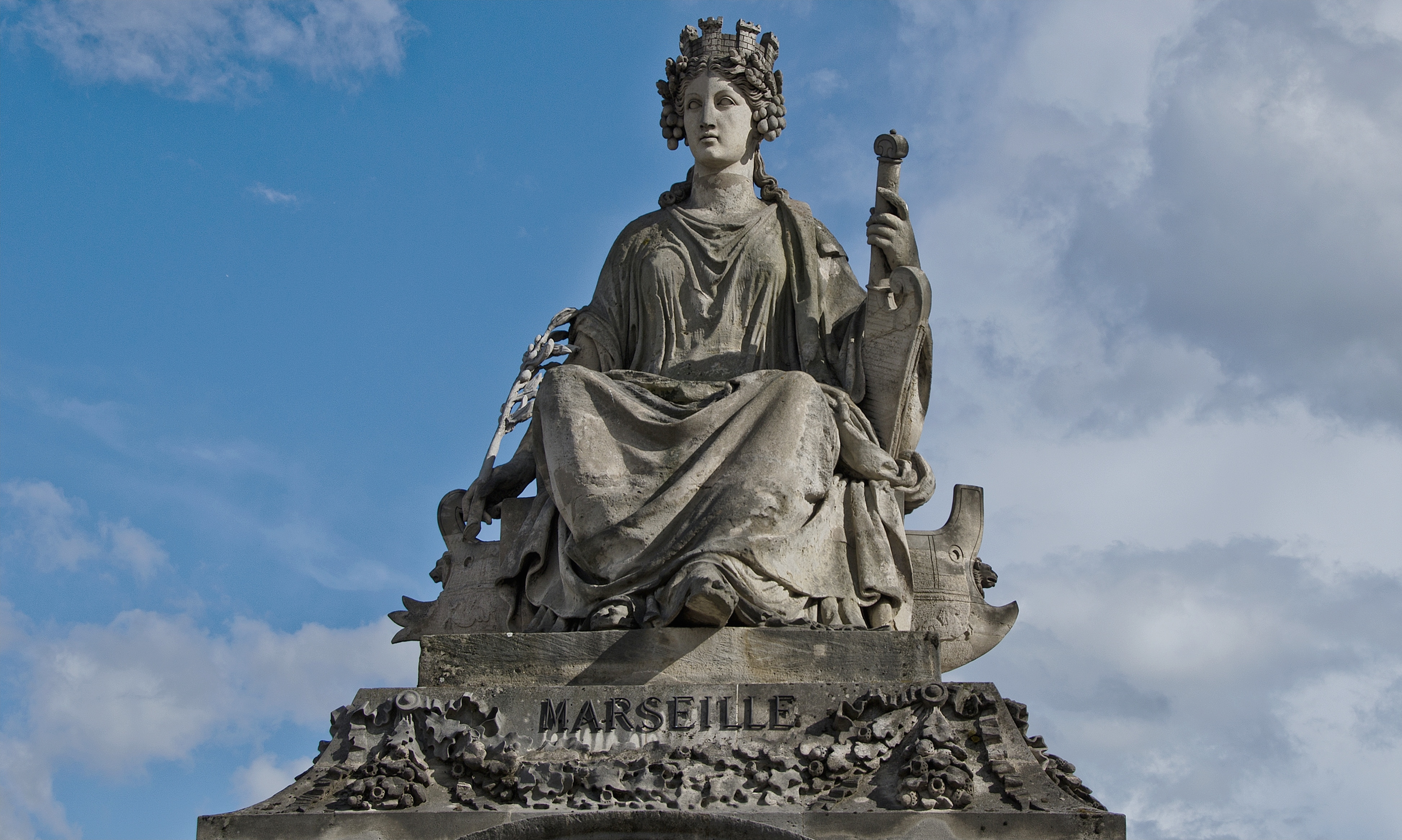
La Ville de Marseille (1836), Paris, place de la Concorde.
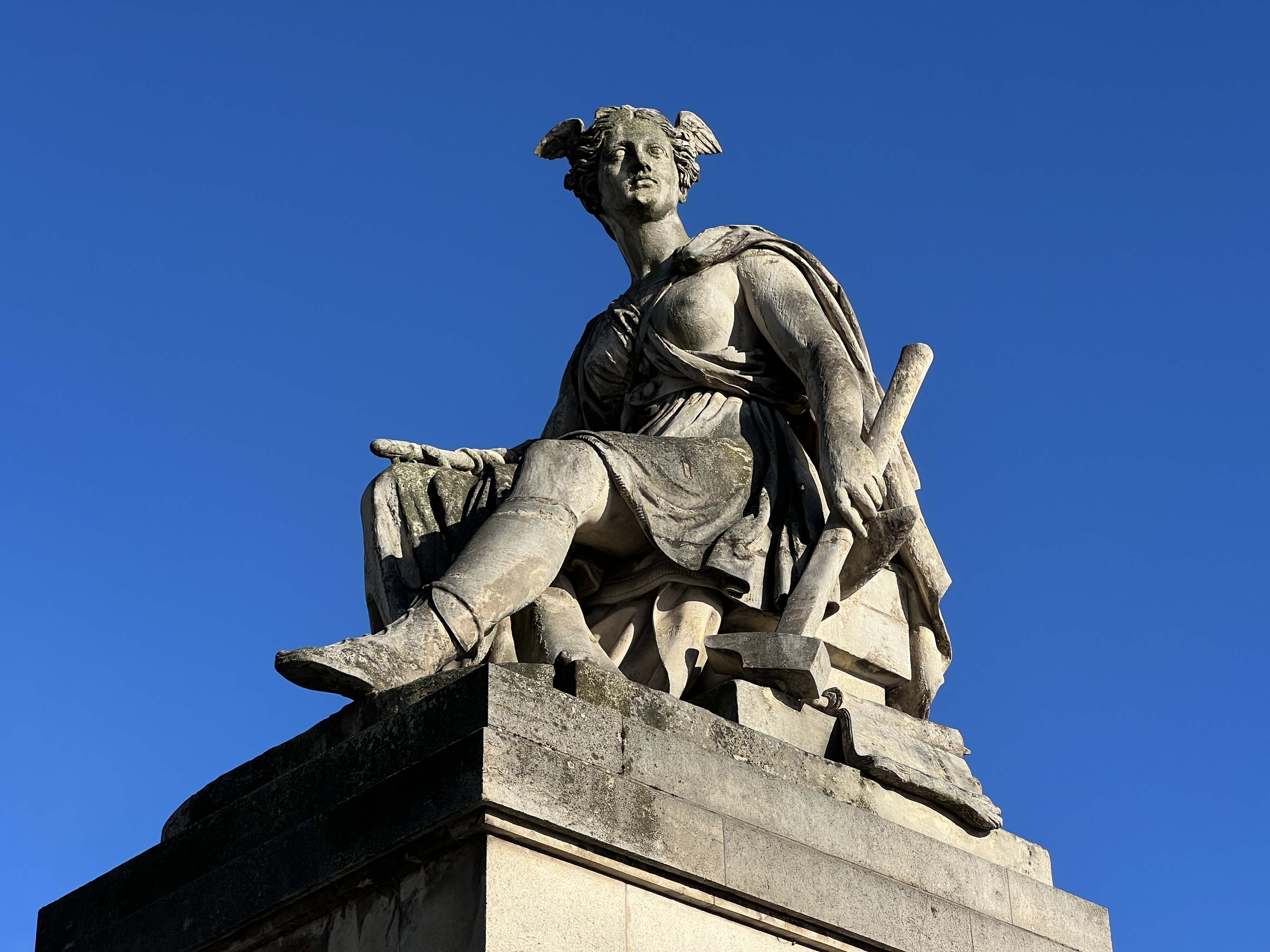
L'industrie (1846), sur le pont du Carrousel.
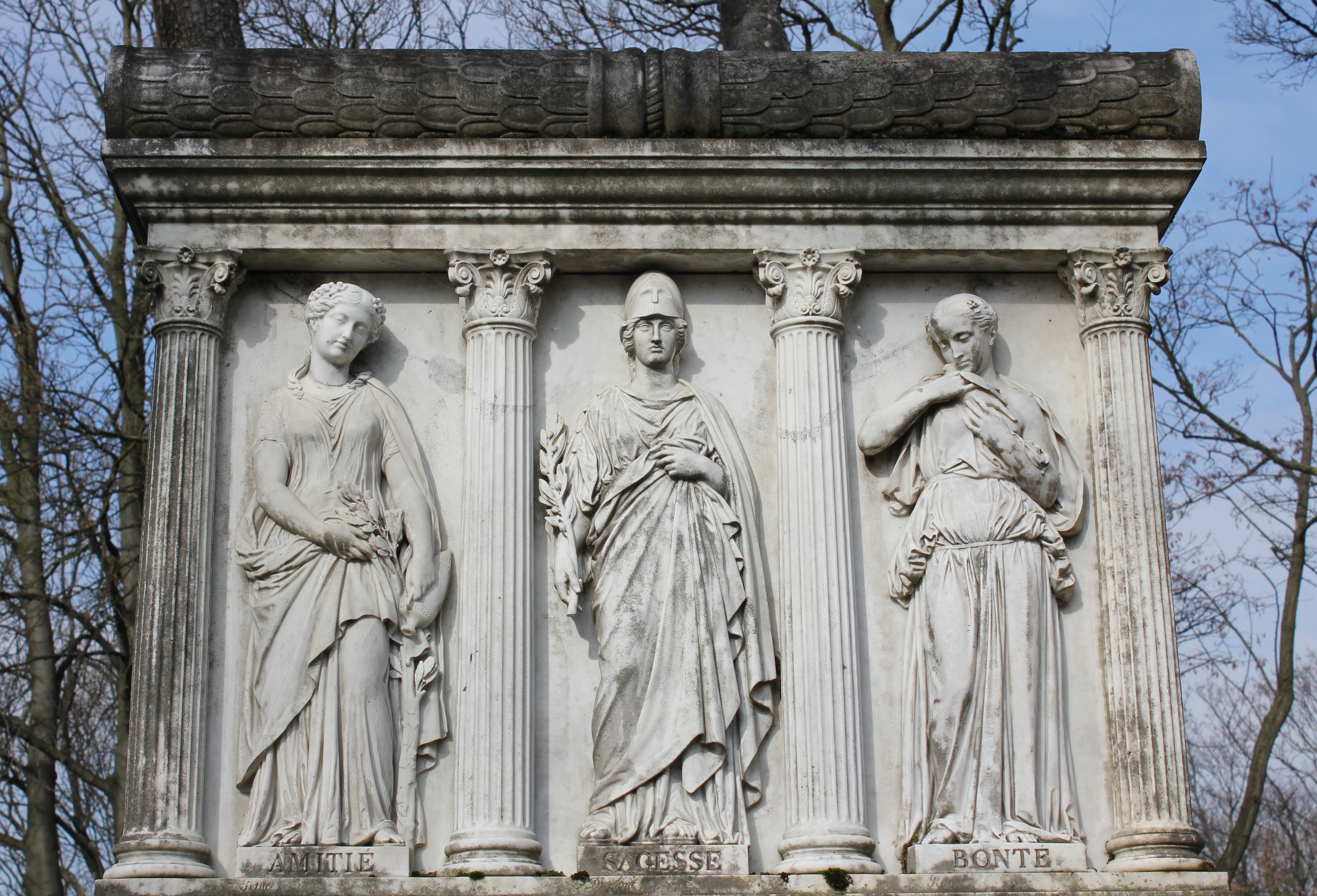
Monument funéraire de Cartellier-Heim (1831), cimetière du Père-Lachaise

### Œuvres dans les collections publiques
- Paris :
  - musée du Louvre :
    - Jeune chasseur blessé par un serpent, Salon de 1827, groupe en marbre ;
    - La Capitulation du général Francisco Ballesteros (1771-1833) à Campillo (Espagne), le 4 août 1823, 1831, haut-relief en marbre.

  - palais Bourbon : Louis-Philippe distribuant des drapeaux à la garde nationale, bas-relief.
- Saint-Leu-la-Forêt, église Saint-Leu-Gilles : Monument à Louis Bonaparte, roi de Hollande, comte de Saint-Leu (1778-1846), monument funéraire[20].
- Versailles, château de Versailles :
  - Claude comte de Forbin, chef d'escadre (1656-1733), Salon de 1822, buste en marbre, aile du Midi, galerie haute[21] ;
  - Henri duc de Rohan, colonel général des Suisses et Grisons (1579-1638), 1838, buste en marbre ;
  - Bon Adrien Jeannot de Moncey, duc de Conégliano, maréchal de l'Empire (1754-1842), 1843-1845, buste en marbre ;
  - Louis XIV couronné par la Victoire, protégeant les Sciences et les Arts et Soleil rhodien, 1844, deux bas-reliefs en marbre, commande pour le décor mural de l'escalier de la Reine.

Œuvres de Louis Petitot
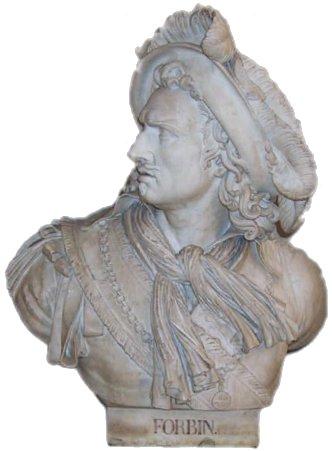
Claude comte de Forbin, chef d'escadre (1820-1822), château de Versailles.
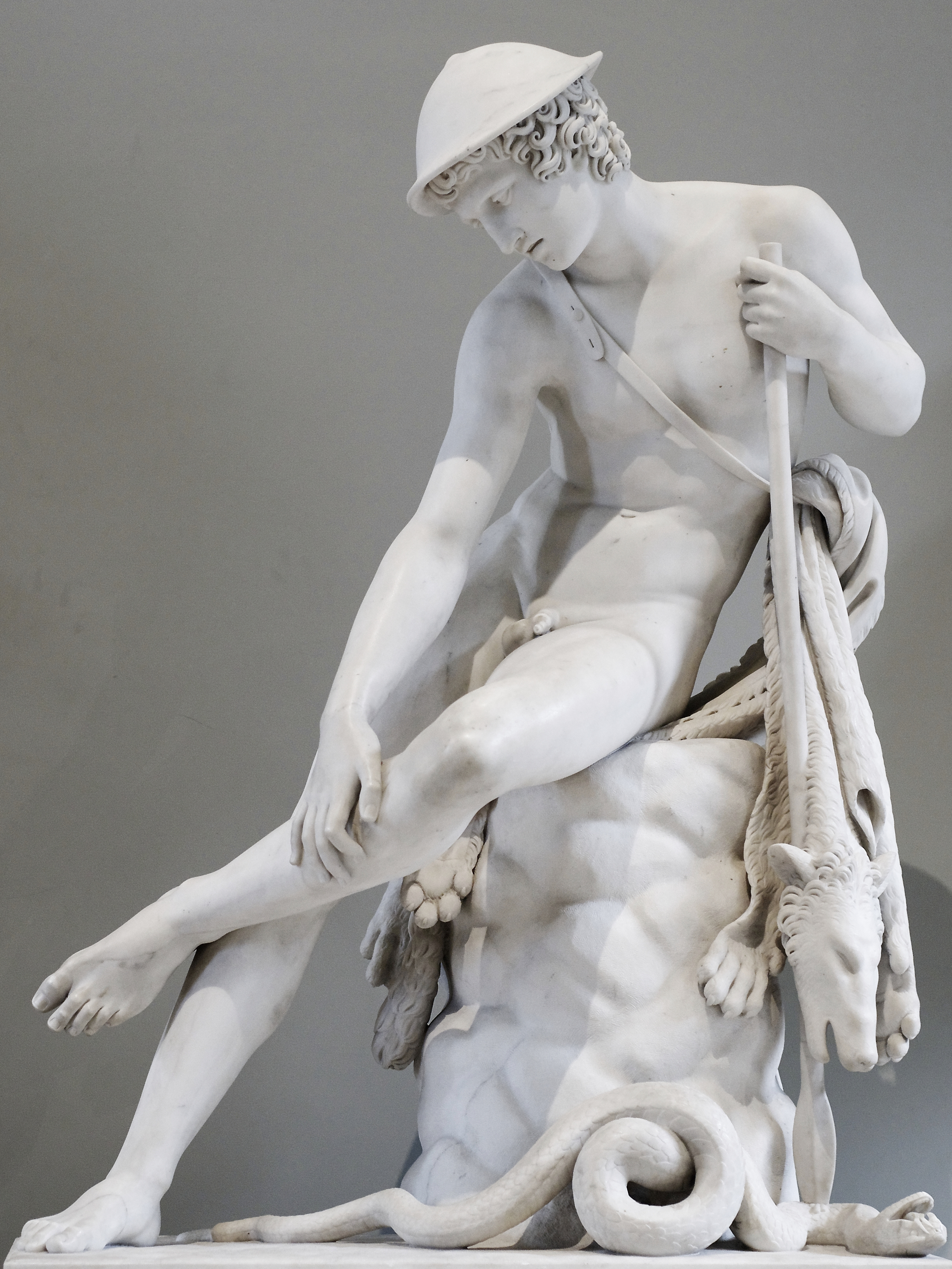
Jeune chasseur blessé par un serpent (Salon de 1827), marbre, Paris, musée du Louvre.
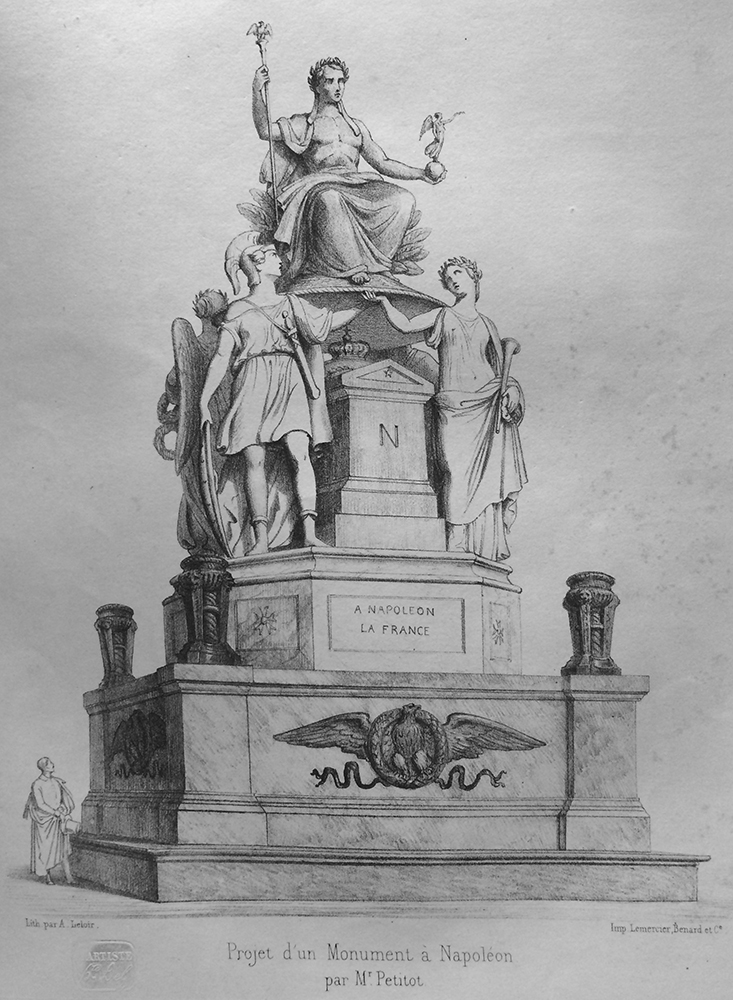
Projet de Monument à Napoléon Ier (1841).
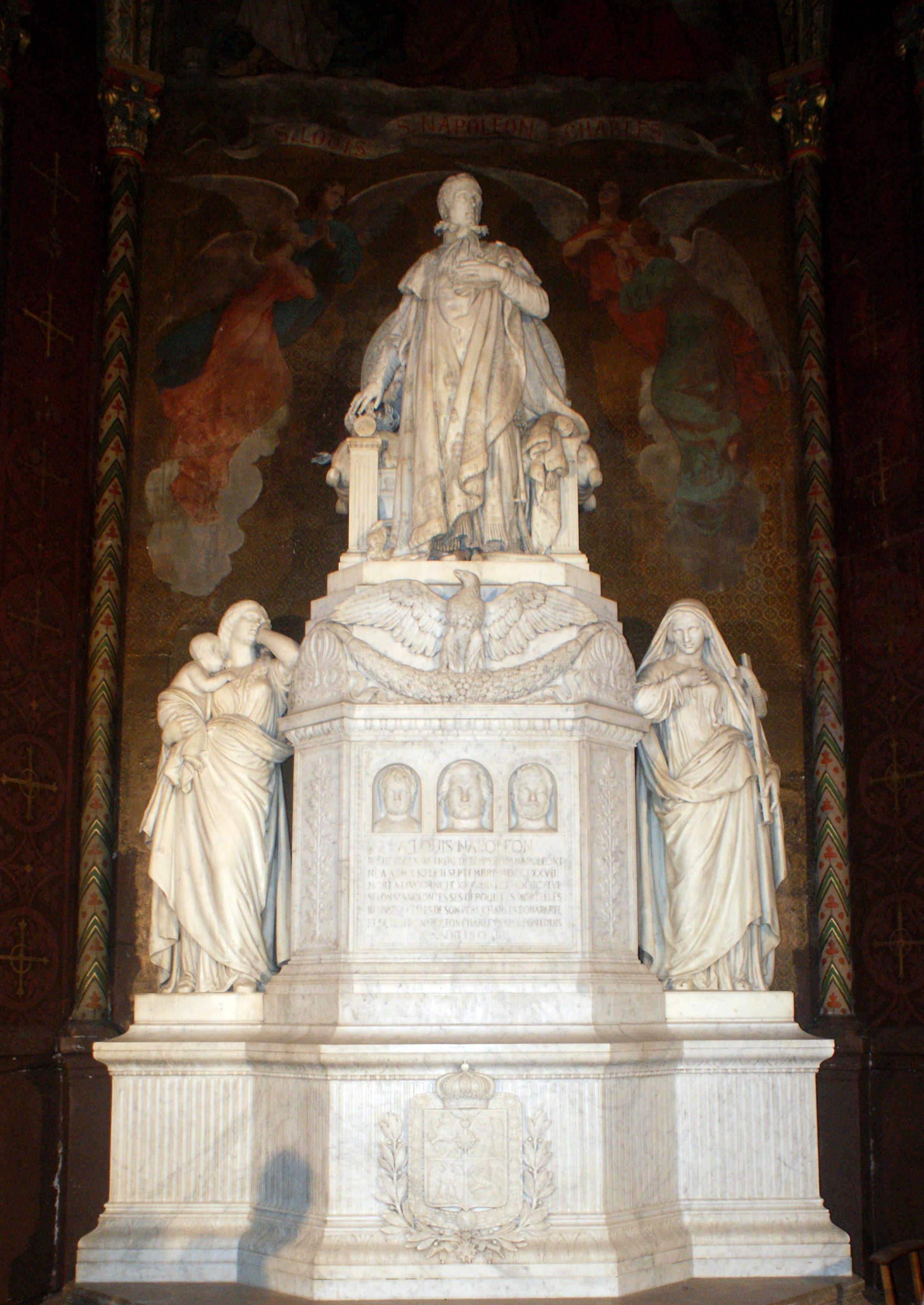
Monument à Louis Bonaparte, roi de Hollande (1862), Saint-Leu-la-Forêt.

## Élèves
- Noël-Jules Girard (1816-1886)[22].
- Joseph-Stanislas Lescorné (1799-1872)[23].
- Eugène-André Oudiné (1810-1887)[22].

### Iconographie
- Eugène Disdéri, Portrait en pied de Louis Petitot (1794-1862), photographie, Paris, musée d'Orsay.